# Polska Akademia Kultury i Sportu PAKiS
Polska Akademia Kultury i Sportu (PAKiS) – instytucja oświatowa wpisana do ewidencji szkół i placówek niepublicznych, założona 31 marca 2014 r. Polska Akademia Kultury i Sportu zajmuje się realizacją szkoleń instruktorskich, trenerskich i menedżerskich oraz podnoszeniem wiedzy, umiejętności i kwalifikacji zawodowych z zakresu różnych dziedzin sportowych.

## Historia
Polska Akademia Kultury i Sportu swoją działalność rozpoczęła 2014 w roku decyzją prezydenta Gdańska. Wtedy powstał również wpis do ewidencji niepublicznych placówek oświatowych. Od tego czasu Instytucja otrzymała kolejne wpisy, a także certyfikat:
• 2014 r. – rozpoczęcie działalności potwierdzone wpisem do ewidencji niepublicznych placówek oświatowych.
• 2016 r. – uzyskanie pierwszego wpisu do Rejestru Instytucji Szkoleniowych oraz certyfikatu ISO.

## Profil kształcenia
Polska Akademia Kultury i Sportu jest instytucją oświatową zajmującą się realizacją szkoleń instruktorskich, trenerskich i menedżerskich podnoszących kwalifikacje z zakresu wielu różnych dziedzin sportu. Instytucja realizuje kursy zgodnie z rozporządzeniem Ministra Edukacji Narodowej, rozporządzeniem Ministra Pracy i Polityki Społecznej, a także Ustawą o sporcie. W procesie kształcenia PAKiS wykorzystuje najnowsze technologie oraz dostęp do nauki przy pomocy metod i technik kształcenia online poprzez platformę dydaktyczną.
Polska Akademia Kultury i Sportu organizuje kształcenie dla osób o różnym stopniu zaawansowania. Kursy instruktorskie są kategorią szkoleń nadających podstawowe kwalifikacje instruktorskie z danej dziedziny sportu, zaś kursy trenera klasy II stanowią poszerzenie oraz uzupełnienie wiedzy i kwalifikacji względem kursów instruktorskich. Najszerszym zakresem zdobywanej wiedzy oraz kwalifikacji charakteryzują się kursy trenera klasy I. W ofercie PAKiS znajdują się obecnie następujące kursy:

### Kursy instruktorskie
- Kurs Trenera Personalnego
- Kurs Instruktora Kulturystyki
- Kurs Trenera Personalnego
- Kurs Instruktora Fitness (Aerobik)
- Kurs Instruktora Piłki Nożnej
- Kurs Instruktora Tańca
- Kurs Instruktora Tenisa Ziemnego
- Kurs Instruktora Pływania

- Kurs Instruktora Kulturystyki

- Kurs Instruktora Samoobrony
- Kurs Instruktora Jazdy Konnej
- Kurs Instruktora Pilates
- Kurs Instruktora Jogi
- Kurs Instruktora Koszykówki
- Kurs Instruktora Piłki Siatkowej
- Kurs Instruktora Lekkoatletyki
- Kurs Instruktora Survivalu
- Kurs Instruktora Kinezygerontoprofilaktyki
- Kurs Instruktora Futsalu
- Kurs Instruktora Krav Maga
- Kurs Instruktora MMA
- Kurs Instruktora Judo
- Kurs Instruktora Karate
- Kurs Instruktora Fitness – Ćwiczenia siłowe
- Kurs Instruktora KickBoxing
- Kurs Instruktora Nordic Walking
- Kurs Instruktora Gimnastyki Korekcyjnej
- Kurs Instruktora Akrobatyki Sportowej
- Kurs Instruktora Badmintona
- Kurs Instruktora Rekreacji Ruchowej
- Kurs Instruktora Gier Zespołowych
- Kurs Instruktora Squasha
- Kurs Instruktora Narciarstwa
- Kurs Instruktora Snowboardu
- Kurs Instruktora Wspinaczki Skałkowej
- Kurs Instruktora Wspinaczki Sportowej
- Kurs Instruktora Boksu
- Kurs Instruktora Golfa
- Kurs Instruktora Tenisa Stołowego
- Kurs Instruktora Bilardu
- Kurs Instruktora Jiu Jitsu
- Kurs Instruktora Kajakarstwa
- Kurs Instruktora Kolarstwa
- Kurs Instruktora Strzelectwa Sportowego
- Kurs Instruktora Podnoszenia Ciężarów
- Kurs Instruktora Szermierki
- Kurs Instruktora Unihokeja
- Kurs Instruktora Wakeboardu
- Kurs Instruktora Windsurfingu
- Kurs Instruktora Narciarstwa Alpejskiego
- Kurs Instruktora Flyboardu
- Kurs Instruktora Kitesurfingu
- Kurs Trenera Przygotowania Motorycznego
- Kurs Instruktora Hipoterapii
- Kurs Instruktora Paintball
- Kurs Instruktora Sportów Motorowodnych
- Kurs Instruktora Żeglarstwa
- Kurs Instruktora Alpinistycznych Technik Linowych
- Kurs Instruktora Gimnastyki Artystycznej
- Kurs Instruktora Cross Training
- Kurs Tapingu
- Kurs Instruktora Narciarstwa Wodnego
- Kurs Instruktora Fitness
- Kurs Instruktora Brazylijskiego Jiu Jitsu
- Kurs Instruktora Fitness Pump
- Kurs Instruktora Strzelectwa Bojowego
- Kurs Instruktora Strzelectwa Dynamiczno-Praktycznego
- Kurs Instruktora Szachowego
- Kurs Instruktora Zapasów
- Kurs Instruktora Kręglarstwa
- Kurs Instruktora Łyżwiarstwa
- Kurs Instruktora Brydża Sportowego
- Kurs Instruktora Muay Thai
- Kurs Instruktora Taekwondo
- Kurs Instruktora Aqua Fitness
- Kurs Instruktora Technik i Taktyki Interwencji
- Kurs Instruktora Indoor Cycling
- Kurs Instruktora Łucznictwa
- Kurs Instruktora Dogoterapii
- Kurs Instruktora Felinoterapii
- Kurs Instruktora Hokeja na trawie
- Kurs Instruktora Hokeja na lodzie
- Kurs Instruktora Aikido
- Kurs Instruktora Capoeira
- Kurs Instruktora Szkolenia Psów
- Kurs Instruktora Pole Dance
- Kurs Instruktora Sportu
- Kurs Instruktora Łyżwiarstwa Figurowego
- Kurs Instruktora Triathlonu
- Kurs Instruktora Wyszkolenia Strzeleckiego
- Kurs Instruktora Taijiquan
- Kurs Trenera Personalnego Osób Niepełnosprawnych
- Kurs Instruktora Piłki Ręcznej
- Kurs Trenera Klasy II – Gry Zespołowe
- Kurs Instruktora Jazdy Na Rolkach
- Kurs Instruktora Onoterapii
- Kurs Instruktora Sportu Motocyklowego
- Kurs Instruktora Jogi Twarzy
- Kurs Instruktora Alpakoterapii
- Kurs Instruktora Wioślarstwa
- Kurs Instruktora Sportu Żużlowego
- Kurs Instruktora Jazdy Konnej
- Kurs Instruktora Stretching
- Kurs Instruktora Fitness Osób Niepełnosprawnych
- Kurs Instruktora Jazdy Konnej Osób Niepełnosprawnych
- Kurs Instruktora Koszykówki Osób Niepełnosprawnych
- Kurs Instruktora Hipoterapii Osób Niepełnosprawnych
- Kurs Instruktora Gimnastyki Korekcyjnej Osób Niepełnosprawnych
- Kurs Instruktora Tańca Osób Niepełnosprawnych
- Kurs Instruktora Samoobrony Osób Niepełnosprawnych
- Kurs Instruktora Tenisa Stołowego Osób Niepełnosprawnych
- Kurs Instruktora Dogoterapii Osób Niepełnosprawnych

### Kursy trenera klasy II
- Kurs Trenera Klasy II – Piłka Nożna
- Kurs Trenera Klasy II – Koszykówka
- Kurs Trenera Klasy II – Piłka Siatkowa
- Kurs Trenera Klasy II – Karate
- Kurs Trenera Klasy II – Lekkoatletyka
- Kurs Trenera Klasy II – Wspinaczka Sportowa
- Kurs Trenera Klasy II – Pływanie
- Kurs Trenera Klasy II – Taniec
- Kurs Trenera Klasy II – Tenis Ziemny
- Kurs Trenera Klasy II – Fitness (Aerobik)
- Kurs Trenera Klasy II – Jazda Konna
- Kurs Trenera Klasy II – Kulturystyka
- Kurs Trenera Klasy II – Joga
- Kurs Trenera Klasy II – Przygotowanie Motoryczne
- Kurs Trenera II Klasy – Boks
- Kurs Trenera Klasy II – Trener Personalny
- Kurs Trenera Klasy II – Muay Thai
- Kurs Trenera Klasy II – Strzelectwo Sportowe
- Kurs Trenera Klasy II – Szachy
- Kurs Trenera Klasy II – Kolarstwo
- Kurs Trenera Klasy II – Trening w Zawieszeniu
- Kurs Trenera Klasy II – Akrobatyka Sportowa
- Kurs Trenera Klasy II – Alpinistyczne Techniki Linowe
- Kurs Trenera Klasy II – Aqua Fitness
- Kurs Trenera Klasy II – Badminton
- Kurs Trenera Klasy II – Brazylijskie Jiu Jitsu
- Kurs Trenera Klasy II – Cross Training
- Kurs Trenera Klasy II – Dogoterapia
- Kurs Trenera Klasy II – Pilates
- Kurs Trenera Klasy II – Paintball
- Kurs Trenera Klasy II – Krav Maga
- Kurs Trenera Klasy II – Narciarstwo
- Kurs Trenera Klasy II – Survival
- Kurs Trenera Klasy II – KickBoxing
- Kurs Trenera Klasy II – Narciarstwo Alpejskie
- Kurs Trenera Klasy II – Wspinaczka Skałkowa
- Kurs Trenera Klasy II – Golf
- Kurs Trenera Klasy II – Windsurfing
- Kurs Trenera Klasy II – Tenis Stołowy
- Kurs Trenera Klasy II – Kajakarstwo
- Kurs Trenera Klasy II – Jiu Jitsu
- Kurs Trenera Klasy II – Unihokej
- Kurs Trenera Klasy II – Podnoszenie Ciężarów
- Kurs Trenera Klasy II – Zapasy
- Kurs Trenera Klasy II – Łyżwiarstwo
- Kurs Trenera Klasy II – Łucznictwo
- Kurs Trenera Klasy II – Hokej na lodzie
- Kurs Trenera Klasy II – Łyżwiarstwo Figurowe
- Kurs Trenera Klasy II – Snowboard
- Kurs Trenera Klasy II – Odnowa Biologiczna
- Kurs Trenera Klasy II – Narciarstwo Wodne
- Kurs Trenera Klasy II – Strzelectwo Dynamiczno-Praktyczne
- Kurs Trenera Klasy II – Fitness
- Kurs Trenera Klasy II – Nordic Walking
- Kurs Trenera Klasy II – Samoobrona
- Kurs Trenera Klasy II – Rekreacja Ruchowa
- Kurs Trenera Klasy II – Szermierka
- Kurs Trenera Klasy II – Strzelectwo Bojowe
- Kurs Trenera Klasy II – Futsal
- Kurs Trenera Klasy II – Fitness – Ćwiczenia siłowe
- Kurs Trenera Klasy II – Piłka Ręczna
- Kurs Trenera Klasy II – Hipoterapia
- Kurs Trenera Klasy II – Gimnastyka Artystyczna
- Kurs Trenera Klasy II – Aikido
- Kurs Trenera Klasy II – Sporty Motorowodne
- Kurs Trenera Klasy II – Felinoterapia
- Kurs Trenera Klasy II – Squash
- Kurs Trenera Klasy II – Kinezygerontoprofilaktyka
- Kurs Trenera Klasy II – Gimnastyka Korekcyjna
- Kurs Trenera Klasy II – Judo
- Kurs Trenera Klasy II – Fitness Pump
- Kurs Trenera Klasy II – Żeglarstwo
- Kurs Trenera Klasy II – Triathlon
- Kurs Trenera Klasy II – Szkolenie Psów
- Kurs Trenera Klasy II – Technika i Taktyka Interwencji
- Kurs Trenera II Klasy – Wioślarstwo
- Kurs Trenera Klasy II – Filipińskie Sztuki Walki

### Kursy trenera klasy I
- Kurs Trenera Klasy I – Piłka Nożna
- Kurs Trenera Klasy I – Piłka Siatkowa
- Kurs Trenera Klasy I – Karate
- Kurs Trenera Klasy I – Trener Personalny
- Kurs Trenera Klasy I – Szachy
- Kurs Trenera Klasy I – Tenis Ziemny
- Kurs Trenera Klasy I – Fitness
- Kurs Trenera Klasy I – Narciarstwo Wodne
- Kurs Trenera Klasy I – Kolarstwo
- Kurs Trenera Klasy I – Wioślarstwo

### Pozostałe kursy
- Kurs Dietetyki i Suplementacji
- Kurs Menedżera Sportu
- Kurs Instruktora Odnowy Biologicznej
- Kurs Coachingu

## Kadra dydaktyczna
Kadra dydaktyczna Polskiej Akademii Kultury i Sportu obejmuje trenerów, instruktorów, ekspertów z zakresu poszczególnych dziedzin sportu oraz z obszaru dietetyki sportowej i żywienia, a także sportowców, w tym medalistów olimpijskich.
Specjaliści wchodzący w skład kadry to zarówno teoretycy, jak i praktycy. Interdyscyplinarne zainteresowania badawcze wykładowców PAKiS obejmują przede wszystkim wybrane dziedziny sportu, ale także dietetykę, w tym podstawy żywienia zarówno zawodowych sportowców, jak i osób o umiarkowanej aktywności fizycznej. W obszarze badań członków kadry znajdują się również psychologiczne aspekty uprawiania sportu, czyli zagadnienia z dziedziny znanej jako psychologia sportu. Obejmuje ona wykorzystanie teorii, metod i technik psychologicznych w celu poprawy osiągnięć sportowych i ogólnego funkcjonowania osób aktywnie uprawiających sport.

## Dofinansowania dla bezrobotnych
Polska Akademia Kultury i Sportu jest instytucją wpisaną do Rejestru Instytucji Szkoleniowych, dzięki czemu w ramach aktywizacji zawodowej każda osoba posiadająca status bezrobotnego może wnioskować o pokrycie kosztów kursu zwiększającego kwalifikacje przez właściwy miejscu zamieszkania Urząd Pracy. PAKiS współpracuje z oddziałami w całej Polsce. Dofinansowanie przyznawane jest na podstawie wniosku, a jego wysokość obejmuje wartość przyznanego bonu szkoleniowego. Kwota ta pozwala na realizację od jednego do kilku kursów z oferty PAKiS. Instytucja udziela kursantom bezpośredniej pomocy w uzyskaniu środków na finansowanie kursów. 